# BET Hip Hop Awards
Die BET Hip Hop Awards sind eine jährlich vom Fernsehsender Black Entertainment Television (BET) ausgestrahlte Preisverleihung. Sie wird seit 2006 an Künstler, Produzenten und Videoregisseure der Hip-Hop-Szene verliehen.

## Geschichte
Die erste Verleihung der BET Hip Hop Awards fand am 12. November 2006 im Fox Theatre in Atlanta statt. Am 15. November wurde die von Comedian Katt Williams moderierte Veranstaltung über BET ausgestrahlt.
Von 2007 bis 2015 zog die Veranstaltung in das Atlantic Civvoc Centre. Abgesehen von der ersten Ausgabe fanden alle Verleihungen seitdem im Oktober statt. Anschließend wechselte sie mehrfach. Über die Jahre entwickelte sich die Preisverleihung zu einer der wichtigsten Veranstaltungen der Hip-Hop-Musik, wobei die Bedeutung in den letzten Jahren etwas abschwächte.
Neben der eigentlichen Preisverleihung finden auch Auftritte von Künstlern der Hip-Hop-Musik statt, wobei diese nicht unbedingt zu den Nominierten gehören müssen. Ein Bestandteil der Preisverleihung bis 2024 war außerdem eine Cypher, bei der oft neue Talente vorgestellt wurden. So hatten 2006 Styles P und Lupe Fiasco beachtete Debüts, 2011 führte Eminem die gerade frisch bei Shady Records unter Vertrag genommene Band Slaughterhouse ein. 2010 nutzte GOOD Music die Cypher, um Big Sean zu promoten, außerdem waren erstmals Parts aus Kanye Wests später veröffentlichten Hip-Hop-Klassiker My Beautiful Dark Twisted Fantasy zu hören.
Zusammen mit den jährlichen BET Awards, die im Juni ausgestrahlt werden, zählen die Hip Hop Awards zum meist gesehenen Programm auf BET.

## Übersicht über die Veranstaltungen
| Jahr | Datum        | Ort                                       | Moderator                                    | I Am Hip Hop award | Cultural Influence Award  |
| ---- | ------------ | ----------------------------------------- | -------------------------------------------- | ------------------ | ------------------------- |
| 2006 | 15. November | Fox Theatre                               | Katt Williams                                | Grandmaster Flash  | nicht vergeben            |
| 2007 | 17. Oktober  | Atlanta Civic Center                      | Katt Williams                                | KRS-One            | nicht vergeben            |
| 2008 | 23. Oktober  | Atlanta Civic Center                      | T-Pain                                       | Russell Simmons    | nicht vergeben            |
| 2009 | 27. Oktober  | Atlanta Civic Center                      | Mike Epps                                    | Ice Cube           | nicht vergeben            |
| 2010 | 12. Oktober  | Atlanta Civic Center                      | Mike Epps                                    | Salt-N-Pepa        | nicht vergeben            |
| 2011 | 11. Oktober  | Atlanta Civic Center                      | Mike Epps                                    | LL Cool J          | nicht vergeben            |
| 2012 | 9. Oktober   | Atlanta Civic Center                      | Mike Epps                                    | Rakim              | nicht vergeben            |
| 2013 | 15. Oktober  | Atlanta Civic Center                      | Snoop Dogg                                   | MC Lyte            | nicht vergeben            |
| 2014 | 14. Oktober  | Atlanta Civic Center                      | Snoop Dogg                                   | Doug E. Fresh      | nicht vergeben            |
| 2015 | 13. Oktober  | Atlanta Civic Center                      | Snoop Dogg                                   | Scarface           | nicht vergeben            |
| 2016 | 4. Oktober   | Cobb Energy Performing Arts Centre        | DJ Khaled                                    | Snoop Dogg         | nicht vergeben            |
| 2017 | 10. Oktober  | Miami Beach Convention Center             | DJ Khaled                                    | Luther Campbell    | nicht vergeben            |
| 2018 | 16. Oktober  | Miami Beach Convention Center             | DeRay Davis                                  | Lil Wayne          | nicht vergeben            |
| 2019 | 9. Oktober   | Cobb Energy Performing Arts Centre        | Lil Duval                                    | Lil' Kim           | nicht vergeben            |
| 2020 | 27. Oktober  | Verschiedene Orte                         | Karlous Miller, DC Young Fly, and Chico Bean | Master P           | nicht vergeben            |
| 2021 | 5. Oktober   | Cobb Energy Performing Arts Centre        | Karlous Miller, DC Young Fly, and Chico Bean | Nelly              | Tyler, the Creator        |
| 2022 | 4. Oktober   | Cobb Energy Performing Arts Centre        | Fat Joe                                      | Trina              | nicht vergeben            |
| 2023 | 3. Oktober   | Cobb Energy Performing Arts Centre        | Fat Joe                                      | Marley Marl        | Swizz Beatz and Timbaland |
| 2024 | 15. Oktober  | Drai’s Nightclub, The Cromwell, Las Vegas | Fat Joe                                      | Travis Scott       | nicht vergeben            |

## Kategorien
Derzeitige Kategorien
- DJ of the Year (verliehen seit 2007)
- Hustler of the Year (verliehen seit 2006)
- Lyricist of the Year (verliehen seit 2006)
- MVP of the Year (verliehen seit 2006)
- Producer of the Year (verliehen seit 2006)
- Best Live Performer (verliehen seit 2006, ehemals bekannt als Hot Ticket Performer)
- Video Director of the Year (verliehen seit 2006)
- Best New Hip Hop Artist  (verliehen seit 2006, ehemals bekannt als Rookie of the Year und Who Blew Up Award)
- Made-You-Look Award (Best Hip Hop Style) (verliehen seit 2009)
- Album of the Year (verliehen seit 2006, ehemals bekannt als CD of the Year)
- Single of the Year (verliehen seit 2006, ehemals bekannt als Track of the Year)
- Best Collaboration, Duo or Group (verliehen seit 2006, ehemals bekannt als Perfect Combo Award)
- Best Hip Hop Video (verliehen seit 2006)
- Best Mixtape (verliehen seit 2011)
- Sweet 16: Best Featured Verse (verliehen seit 2011)
- Impact Track (verliehen seit 2012)

Ehemalige Kategorien
- Best Club Banger of the Year (2010–2015)
- Best Online Site  (2009–2014)
- People’s Champ Award  (2006–2016)
- Best Ringtone  (2006–2008)
- Best UK Hip Hop Act (2006–2008)
- Best Movie (2006–2007)
- Best Dance (2006–2007)

### Ehrenpreise
- I Am Hip Hop Award – Preis für das Lebenswerk
- Cultural Influence Award – Preis für kulturelle Leistung

## Häufigste Preisträger
- Kendrick Lamar – 37 Preise
- Jay-Z – 25 Preise
- Drake – 24 Preise
- Kanye West – 19 Preise
- Lil Wayne – 16 Preise
- Cardi B – 14 Preise